# Estádio Breno Ribeiro do Val
O Estádio Municipal Breno Ribeiro do Val, conhecido popularmente como Brenão, é um estádio de futebol brasileiro, localizado na cidade de Osvaldo Cruz, no estado de São Paulo. Tem atualmente a capacidade para 11.784 espectadores e é usado pelo Osvaldo Cruz Futebol Clube para mandar seus jogos no Campeonato Paulista da série B.

## História
A construção do estádio foi iniciada no ano de 1954 pelo prefeito que hoje dá nome à praça esportiva. O projeto foi de Sadao Hirano. Na época da construção do estádio, a cidade tinha dois times de futebol. O "Bandeirantes Futebol Clube" era o mais novo, fundado em 1950, e o "Califórnia Futebol Clube", que havia sido fundado em 1942.
Enquanto as obras do estádio progrediam, Califórnia e Bandeirantes decidiram se fundir e foi criado um novo clube, a "Associação Atlética Osvaldo Cruz", conhecido popularmente como "Azulão".
Para a inauguração do estádio, a "Associação Atlética Osvaldo Cruz" propôs um concurso, com votos comprados, para escolher o time que enfrentaria o Azulão na inauguração da imponente praça esportiva.
Venceu o escrutínio a Sociedade Esportiva Palmeiras, que realizou o primeiro jogo no estádio no dia 5 de junho de 1955, ganhando a peleja pelo resultado de 8 a 1. Ainda em 1955, a "Associação Atlética Osvaldo Cruz" se filiou à Federação Paulista de Futebol e passou a disputar o campeonato da 3ª Divisão, sendo o estádio usado para mandar os seus jogos.
Em 1967, a "Associação Esportiva Osvaldo Cruz" - conhecida simplesmente como "Esportiva" - substitui o "Azulão" como time de futebol da cidade. Em 1973 o time chegou a disputar a série B - segunda divisão - do Campeonato Paulista.
Em 1987, a Esportiva, afundada em dívidas, fecha as suas portas. O estádio fica então praticamente abandonado, sendo usado somente para jogos de futebol amador e para rodeios e outros eventos não-esportivos da cidade.
A situação perdurou até 2004, quando foi fundado o Osvaldo Cruz Futebol Clube, que passou a usar o estádio para mandar seus jogos na série B1-B (na prática, a quinta divisão estadual) do Campeonato Paulista.
Em 2005, o Osvaldo Cruz Futebol Clube consegue o acesso à série A2(segunda divisão) do Campeonato Paulista, igualando o feito da Esportiva em 1973. Para a disputa do campeonato a Prefeitura Municipal teve que ampliar o estádio com a construção de mais um lance de arquibancadas, fazendo com que o estádio chegasse à capacidade total de 15.000 pessoas. Porém, a reforma foi interditada logo após o final do campeonato por problemas em sua estrutura.
Com a classificação do Osvaldo Cruz Futebol Clube para disputar novamente a série A2 em 2010 o estádio passou por reformas para corrigir o problema ocorrido na ampliação de 2005. Também ganhou mais espaço na tribuna de imprensa e foi adequado às pessoas portadoras de necessidades especiais.
A partir de 2010, para atender às exigências do Estatuto do Torcedor, o estádio é continuamente reformado a cada início de temporada para permitir seu uso pelo Osvaldo Cruz Futebol Clube.